# Meriola decepta
Meriola decepta là một loài nhện trong họ Trachelidae.
Loài này thuộc chi Meriola. Meriola decepta được Richard C. Banks miêu tả năm 1895.